# Didier Otokoré
Didier Negble Otokoré (ur. 26 marca 1969 w Gagnoa) – iworyjski piłkarz grający na pozycji lewego pomocnika.

## Kariera klubowa
Swoją karierę piłkarską Otokoré rozpoczął w klubie Stade d’Abidjan. W 1985 roku zadebiutował w jego barwach w pierwszej lidze iworyjskiej. Jeszcze w tym samym roku wyjechał do Francji i został zawodnikiem AJ Auxerre. Początkowo grał w rezerwach tego klubu, a 8 maja 1987 zadebiutował w pierwszym zespole w pierwszej lidze francuskiej w wygranym 1:0 domowym meczu ze Stade Rennais. W zespole Auxerre występował do końca sezonu 1992/1993.
Latem 1993 Otokoré przeszedł do FC Sochaux-Montbéliard. Swój debiut w nim zaliczył 23 lipca 1993 w zwycięskim 4:1 domowym spotkaniu z Angers SCO. Zawodnikiem Sochaux był przez do października 1993.
W październiku 1993 roku Otokoré odszedł z Sochaux do AS Cannes. W nim swój debiut zanotował 23 października 1993 w przegranym 0:1 domowym meczu z Paris Saint-Germain. W Cannes grał do końca sezonu 1993/1994.
W 1994 roku Otokoré został zawodnikiem drugoligowego En Avant Guingamp. W sezonie 1994/1995 awansował z nim do pierwszej ligi, ale latem 1995 odszedł do Auxerre i grał tam jedynie w rezerwach. W latach 1996–1998 występował w drugoligowym CS Louhans-Cuiseaux. W 1998 roku wyjechał do Zjednoczonych Emiratów Arabskich i w sezonie 1998/1999 grał w tamtejszym Al-Wasl Dubaj, a w sezonie 1999/2000 w Al-Ahli. W sezonie 2000/2001 był piłkarzem francuskiego czwartoligowego FC Bourg-Péronnas, w którym zakończył karierę.
| Sezon   | Klub                   | Kraj                         | Rozgrywki              | Mecze | Bramki |
| ------- | ---------------------- | ---------------------------- | ---------------------- | ----- | ------ |
| 1985    | Stade d’Abidjan        | Wybrzeże Kości Słoniowej     | Ligue 1 MTN            | ?     | ?      |
| 1985/86 | AJ Auxerre B           | Francja                      | Division 3             | 19    | 4      |
| 1986/87 | AJ Auxerre             | Francja                      | Division 1             | 1     | 0      |
| 1986/87 | AJ Auxerre B           | Francja                      | Division 3             | 27    | 5      |
| 1987/88 | AJ Auxerre             | Francja                      | Division 1             | 10    | 5      |
| 1987/88 | AJ Auxerre B           | Francja                      | Division 3             | 12    | 3      |
| 1988/89 | AJ Auxerre             | Francja                      | Division 1             | 11    | 1      |
| 1988/89 | AJ Auxerre B           | Francja                      | Division 3             | 20    | 4      |
| 1989/90 | AJ Auxerre             | Francja                      | Division 1             | 23    | 4      |
| 1990/91 | AJ Auxerre             | Francja                      | Division 1             | 14    | 1      |
| 1990/91 | AJ Auxerre B           | Francja                      | Division 3             | 18    | 5      |
| 1991/92 | AJ Auxerre             | Francja                      | Division 1             | 20    | 1      |
| 1992/93 | AJ Auxerre             | Francja                      | Division 1             | 18    | 0      |
| 1993/94 | FC Sochaux-Montbéliard | Francja                      | Division 1             | 11    | 1      |
| 1993/94 | AS Cannes              | Francja                      | Division 1             | 11    | 0      |
| 1994/95 | En Avant Guingamp      | Francja                      | Division 2             | 13    | 1      |
| 1995/96 | AJ Auxerre B           | Francja                      | Championnat National 2 | 26    | 2      |
| 1996/97 | CS Louhans-Cuiseaux    | Francja                      | Division 2             | 25    | 0      |
| 1997/98 | CS Louhans-Cuiseaux    | Francja                      | Division 2             | 32    | 2      |
| 1998/99 | Al-Wasl Dubaj          | Zjednoczone Emiraty Arabskie | UAE League             | ?     | 3      |
| 1999/00 | Al-Ahli                | Zjednoczone Emiraty Arabskie | UAE League             | ?     | ?      |
| 2000/01 | FC Bourg-Péronnas      | Francja                      | CFA                    | 24    | 3      |

## Kariera reprezentacyjna
W reprezentacji Wybrzeża Kości Słoniowej Otokoré zadebiutował 16 marca 1988 w zremisowanym 1:1 grupowym meczu Pucharu Narodów Afryki 1988 z Zairem, rozegranym w Casablance. Był to jego jedyny rozegrany mecz w tym turnieju
Z kolei w 1992 roku Otokoré był w kadrze narodowej na Puchar Narodów Afryki 1992. Zagrał w nim w dwóch meczach grupowych: z Algierią (3:0), w którym strzelił gola i z Kongiem (0:0). Z Wybrzeżem Kości Słoniowej wywalczył mistrzostwo Afryki. Od 1988 do 1993 wystąpił w kadrze narodowej 8 razy.